# Miguel Ortiz Berrocal
Miguel Ortiz Berrocal of Miguel Berrocal (Villanueva de Algaidas, 28 september 1933 – Antequera, 31 mei 2006) was een Spaanse beeldhouwer.

## Leven en werk
Berrocal werd geboren in de Spaanse provincie Málaga. Hij studeerde aanvankelijk architectuur bij Angel Ferrant en Ramón Stolz aan de Escuela de Artes y Oficios de Madrid in Madrid, maar schakelde om naar een kunstopleiding aan de Escuela de Bellas Artes de San Fernando, eveneens in Madrid, en assisteerde in het atelier van de architect Castro Fernández-Shaw. Van 1952 tot 1954 verbleef hij in Rome.
Vanaf 1959 maakt Berrocal zijn metalen "Puzzle-Sculpturen", waarmee hij internationaal doorbrak. In 1964 werd hij uitgenodigd voor deelname aan documenta III in de Duitse stad Kassel.
De kunstenaar, die was gehuwd met Maria Cristina Blais van Bragança, de dochter van Maria Pia van Saksen-Coburg-Gotha en Bragança, stierf in 2006 aan prostaatkanker.

## Enkele werken in de openbare ruimte
- Alma de Arbol (1961), Skulpturenpark Sammlung Domnick in Nürtingen
- Almudena (1974), Beeldenpark Jardins de Cap Roig in Palafrugell
- Manolona Opus 397 (1992), Beelden in het Parque Juan Carlos I in Madrid
- Torso Vectra (1996), bij Opel España in Zaragoza

## Fotogalerij

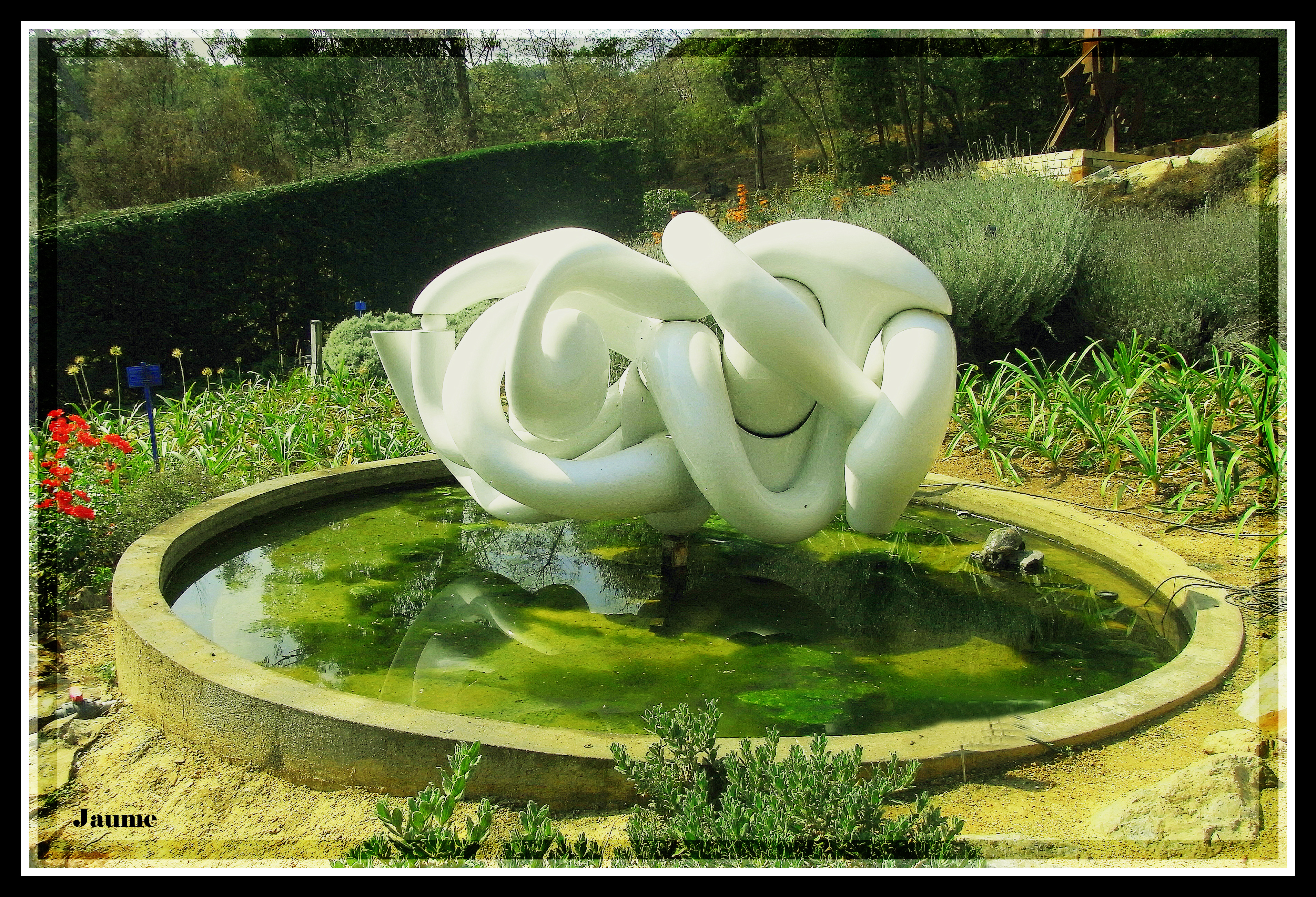
Almudena, Palafrugell
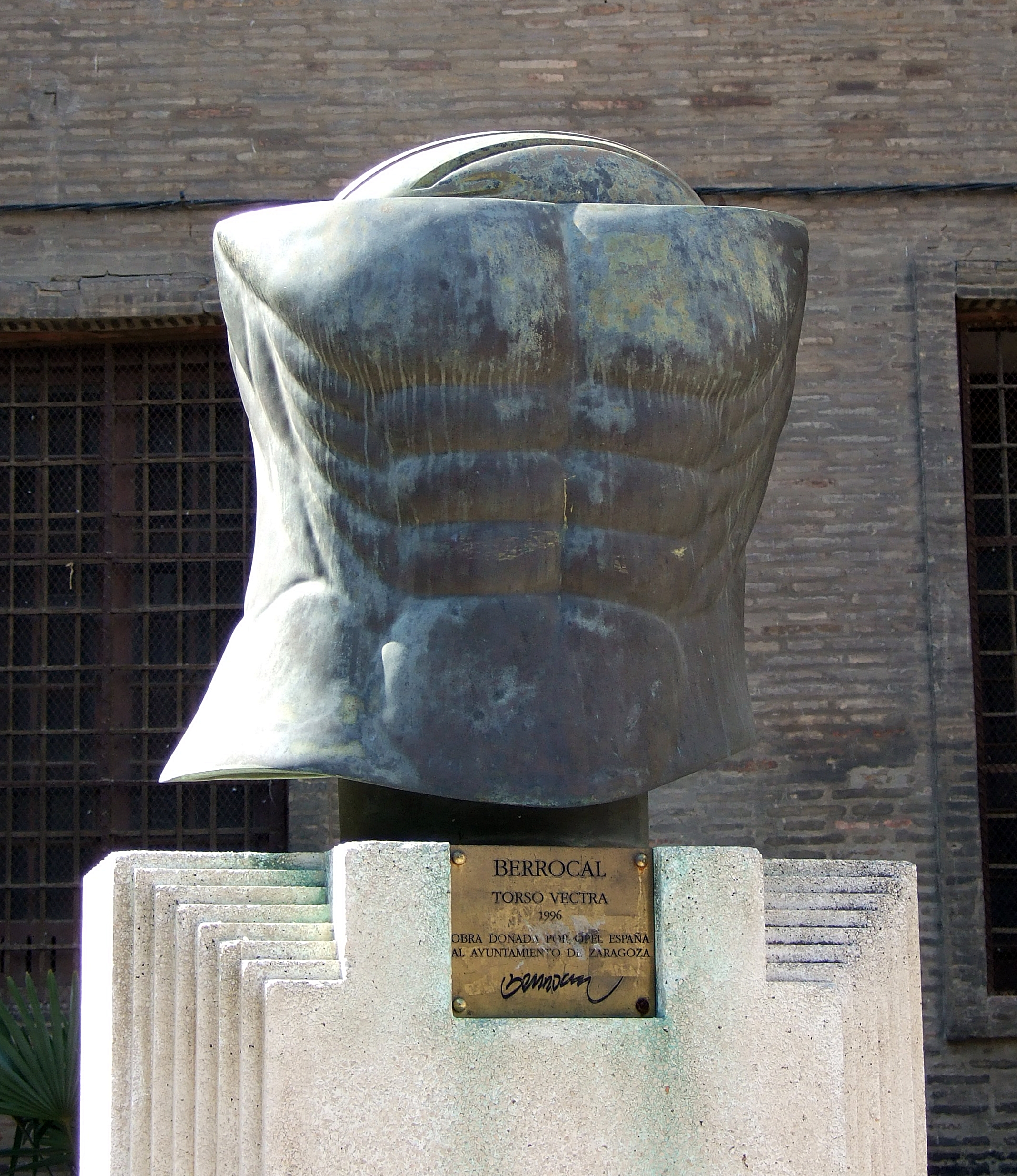
Torso Vectra, Zaragoza